# 濱健夫 (環境学者)
濱 健夫（はま たけお）は、日本の環境学者。

## 略歴
長野県茅野市出身。長野県諏訪清陵高等学校を経て、1976年東京教育大学理学部卒業。1978年名古屋大学大学院理学研究科修士課程修了。1980年同大学同大学院博士課程修了。同大学助手を経て、1998年筑波大学助教授。2007年同大学大学院教授。筑波大学生命環境学群生物学類長。退官後、同大学名誉教授。獨協大学特任教授。父は教育者の濱栄助。

## 受賞歴
- 生態学琵琶湖賞 1997年